# Weezer
I Weezer sono un gruppo statunitense alternative rock/emo (appartenente alla seconda ondata) proveniente da Los Angeles, California, fondato nel 1992 e composto da Rivers Cuomo (voce, chitarra solista), Patrick Wilson (batteria, cori), Matt Sharp (basso, cori), e Jason Cropper (chitarra ritmica, cori), con gli ultimi due membri sostituiti poi da Mikey Welsh, che a sua volta venne sostituito da Scott Shriner e Brian Bell. Hanno pubblicato 13 album, 7 EP e un DVD; il loro primo album è stato ristampato e ripubblicato varie volte. La band ha venduto più di 10 milioni di album negli Stati Uniti.

## Storia

### Inizi eThe Blue Album(1993-94)

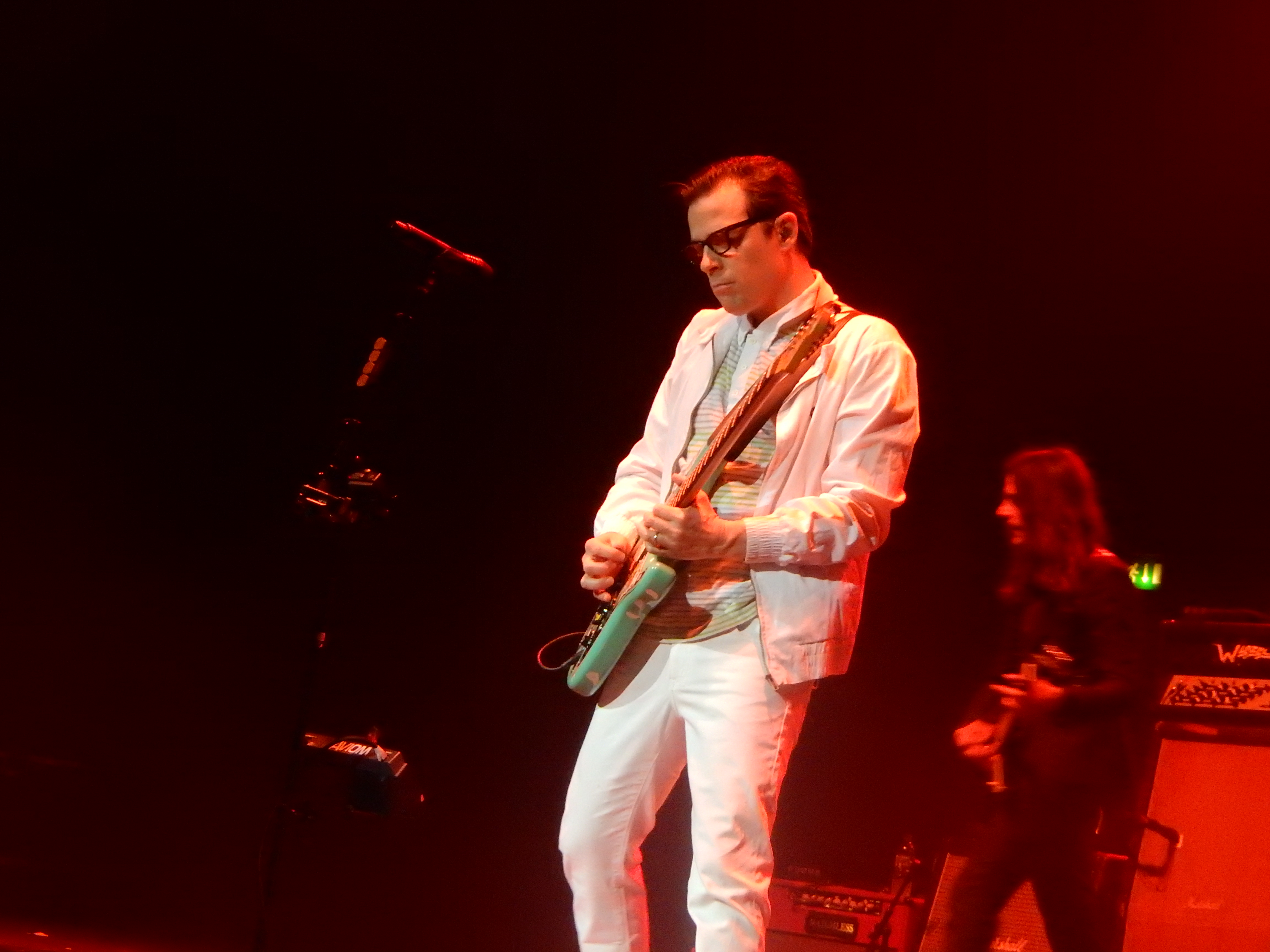
Rivers Cuomo in concerto.

La band si è formata nel 1993 a Los Angeles (California) dai fondatori cantante/chitarrista Rivers Cuomo, il batterista Patrick Wilson, il chitarrista Jason Cropper e il bassista Matt Sharp. Il primo successo della band emerse sin da subito nell'ambito della scena college-rock californiana, nel periodo post grunge. In seguito, dopo il licenziamento di Cropper a seguito di conflitti vari con il gruppo, al trio si aggiunse il chitarrista Brian Bell.
Il 25 giugno 1993 i Weezer siglarono il loro primo contratto discografico con la Geffen Records a cui seguì, il 10 maggio 1994, la pubblicazione dell'omonimo album di debutto. Poi questo, per evitare confusione con un altro album omonimo del 2001, venne rinominato The Blue Album, e ciò sarà per tutti gli album omonimi della band.
Prodotto dall'ex frontman dei Cars, Ric Ocasek, il disco venne registrato agli Electric Lady Studios di New York. Durante le session, Jason Cropper lasciò la band e venne sostituito da Brian Bell. Il produttore, David Geffen, originariamente non era intenzionato a pubblicare nessun singolo estratto dall'album, ma quando molte radio iniziarono a diffondere uno dei brani del disco, decise di tornare sui suoi passi e di pubblicare come primo singolo Undone (The Sweater Song).
Pubblicato il 24 giugno del 1994, il singolo riscosse immediato successo, anche grazie al videoclip, diretto da Spike Jonze. Costato 60.000 dollari, il video venne realizzato utilizzando una sola telecamera steadicam, che riprese la band in un unico piano sequenza. Il video divenne un successo immediato sul canale musicale MTV, tanto che Jonze venne incaricato di dirigere anche il video del secondo singolo della band, Buddy Holly, pubblicato il 7 settembre 1994, giorno in cui si sarebbe festeggiato il 58º compleanno di Buddy Holly. Il singolo raggiunse, in America, il numero 2 della classifica Modern Rock Tracks e il numero 34 della Mainstream Rock Tracks.
Il video, che mostrava una scena ripresa dalla sit-com Happy Days, con la band che si esibiva interagendo con le ambientazioni tipiche della serie, divenne un successo e fu tra i più trasmessi su MTV, tanto da guadagnarsi una nomination agli MTV Video Music Awards come miglior video di musica alternativa, e 2 ulteriori nomination ai Billboard Music Video Awards. Il terzo singolo tratto dall'album, dal titolo Say It Ain't So, fu pubblicato il 13 luglio 1995 e il suo video fu diretto da Sophie Muller, che riprese la band mentre si esibiva nella propria sala prove, in California.
The Blue Album è certificato come triplo platino negli Stati Uniti  ed è il più venduto della discografia del gruppo; è stato inserito alla posizione n. 297 nella Lista dei 500 migliori album secondo Rolling Stone. È stato successivamente pubblicato e rimasterizzato nel 2004 come Deluxe Edition, che include una versione a doppio disco con b-sides e ad altre rarità pubblicate in precedenza.

### Songs from the Black Hole(1995)

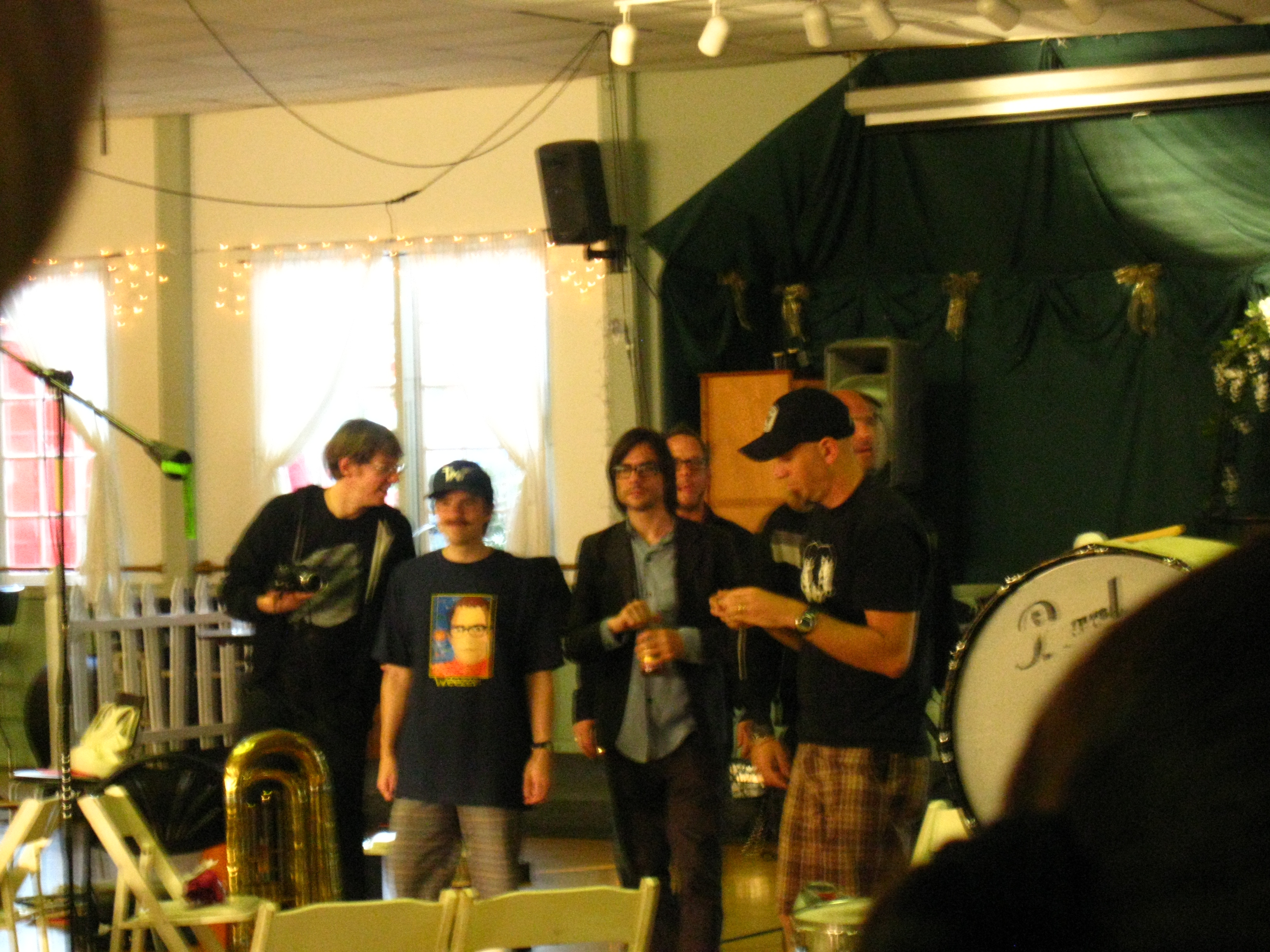
I Weezer nel 2008.

Verso la fine del mese di dicembre 1994, i Weezer si presero una pausa per le vacanze di Natale. Cuomo viaggiò verso est, la sua terra nativa, il Connecticut, e utilizzando un registratore ad otto tracce, iniziò ad assemblare il materiale dei demo precedenti per il successivo album dei Weezer.
In origine il secondo album dei Weezer doveva essere un concept su di un tema spaziale intitolato Songs from the Black Hole.
L'album doveva scorrere fluido dall'inizio alla fine senza problemi, con una traccia finale che riassumeva l'opera in generale. La band iniziò a lavorare sul concept di Cuomo durante le sessioni di registrazione nella primavera e l'estate del 1995.
Alcune canzoni come Tired of Sex e Why Bother? create per Songs from the Black Hole, furono successivamente pubblicate in Pinkerton. Alcune demo di canzoni non pubblicate, come Longtime Sunshine, possono essere ritrovate in alcuni fansite, raccolte o EP. Alcune canzoni vennero pubblicate in una raccolta di demo di Rivers Cuomo, Alone - The Home Recordings of Rivers Cuomo. Molte altre non sono disponibili a tutto il pubblico.

### Pinkerton(1996-97)

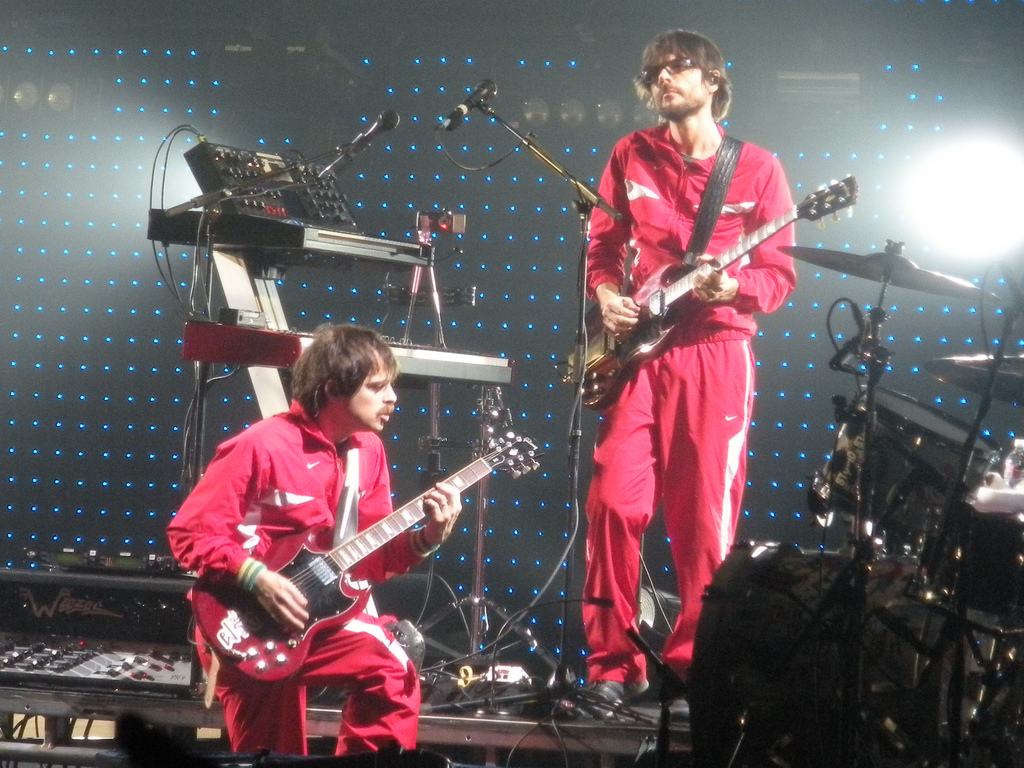
I Weezer in concerto in Arizona.

Alla fine, il progetto del concept album di Songs from the Black Hole fu abbandonato a causa di un periodo di grave depressione di Cuomo a seguito di una lunga e dolorosa terapia per correggere la sua  gamba sinistra, che sin da qualche anno era diventata più lunga della destra. L'album sarebbe invece stato una raccolta di canzoni scritte prima del loro album di debutto (ma tutte avevano comunque il  tema dello spazio in comune) così come altre nuove scritte da Cuomo mentre studiava ad Harvard.
Il secondo album dei Weezer, Pinkerton, è stato pubblicato il 24 settembre 1996. Per colpa delle vendite piuttosto basse (arrivó alla posizione numero 19 negli Stati Uniti), l'album all'inizio, venne considerato come un fallimento commerciale, specie se paragonato al successo multi-platino del loro album di debutto. L'album non riuscì a guadagnare attenzione del pubblico mainstream, forse a causa di sonorità più oscure ed abrasive.
Pinkerton venne etichettato come «uno dei più brutti album del 1996» da un sondaggio dei lettori di Rolling Stone Magazine. Tuttavia, grazie a diversi passaparola, aumentarono le vendite del disco, in retrospettiva l'album si è guadagnato il culto da parte sia dei fan sia della critica specializzata. A confermare il rinnovato successo, nel 2004, Rolling Stone cambiò il proprio giudizio in 5 stelle e inserì Pinkerton nella Rolling Stone Hall Of Fame. Buona parte dei critici e dei fan, videro Pinkerton come il punto più in alto raggiunto nella carriera artistica di Cuomo, nonostante il disco divenne quasi esaurito dopo l'uscita dei cinque dischi successivi.
Tre singoli vennero estratti dall'album: El Scorcho, The Good Life, e Pink Triangle. Un videoclip pubblicato per El Scorcho, diretto da Mark Romanek, venne successivamente rimosso dai crediti di regia di Romanek a causa dei divergenze creative con la band (in particolare Cuomo, che ha ridiretto la versione finale da solo). Il video di The Good Life, dal team dei coniugi Jonathan Dayton e Valerie Faris, venne pubblicato. Il video vedeva come protagonista Mary Lynn Rajskub. Si nota la differenza dei comportamenti dei diversi membri della band con l'attrice nel video.
Il titolo dell'album deriva del personaggio del Tenente Pinkerton in un'opera di Giacomo Puccini, Madame Butterfly. L'album è fortemente influenzato dalla storia di tale opera teatrale. Madame Butterfly è citato sotto il proprio nome, Cio-Cio San, in El Scorcho. La canzone, Butterfly, è scritta dal punto di vista di Pinkerton alla fine dell'opera.
Il titolo dell'album menziona anche una sfida legale. La Pinkerton Securities di Encino, California, ha depositato un'inibizione temporanea a carico della band e della loro etichetta discografica, la Geffen, per violazione del diritto d'autore due giorni prima l'uscita dell'album, il 24 settembre 1996. Il giudice citò contro la compagnia della sicurezza, e infine l'album venne pubblicato. Questo problema legale portò alla Geffen a trattenere alcune delle promozioni pubblicitarie dell'album.

### In pausa (1997-2000)
I Weezer conclusero il tour di Pinkerton nell'estate del 1997. Successivamente la band si prese una pausa e il batterista Patrick Wilson ritornò alla sua casa a Portland, in Oregon per lavorare ad un side-project personale chiamato The Special Goodness;
Matt Sharp lascia la band per finire le registrazioni dell'album della sua band, i The Rentals; e Brian Bell si dedicò al suo gruppo, i Space Twins.
Rivers Cuomo ritornò a Boston, in Massachusetts, e si prese una pausa da Harvard per concentrarsi sulla scrittura delle canzoni.
Cuomo riunì diversi musicisti dell'area Boston ed iniziò a lavorare su nuovi materiali, incluse le eventuali canzoni del successivo album dei Weezer.
Il gruppo, riferito sia ai fan che alla band di Rivers Cuomo, ebbe diverse formazioni e suonò in diversi locali in zona, incluso il loro primo spettacolo al T. T. the Bear's l'8 ottobre 1997. Il futuro bassista dei Weezer, Mikey Welsh fece parte della mutevole formazione della band.
Pat Wilson volò verso Boston per occupare il posto di batterista all'interno del gruppo. Le canzoni scritte a Boston vennero in seguito abbandonate e non inserite nel seguente album, ma le registrazioni dei concerti a Boston sono reperibili su internet. Nel febbraio del 1998, Rivers ritornò a Los Angeles.
Pat Wilson e Brian Bell giunsero a Los Angeles insieme a Cuomo per iniziare i lavori per l'album successivo. Matt Sharp lasciò ufficialmente il gruppo nell'aprile del 1998. Il gruppo puntò sul rimpiazzo da parte di Mikey Welsh.
I Weezer continuarono le prove e le registrazione delle demo fino all'autunno del 1998. La frustrazione e i disaccordi creativi hanno portato ad un calo dell'attività all'interno della band, e nel tardo autunno del 1998, il batterista Pat Wilson lasciò il gruppo per recarsi a Portland, in attesa della ripresa dell'attività di Cuomo. Rivers Cuomo cadde in un breve periodo di depressione, dipingendo i muri della propria casa di nero e applicando «fogli di isolante nero su tutte le finestre per impedire il passaggio della luce.»
La band non si riunì fino alla fine di aprile nel 2000, quando il Fuji Festival in Giappone offrì ai Weezer un concerto da alto ingaggio nell'agosto del 2000. Il festival servì come catalizzatore per la produttività dei Weezer, e da aprile a maggio del 2000, la band provò e pubblicò nuove canzoni a Los Angeles.
La band ritornò ad esibirsi dal vivo nel giugno del 2000, ma senza il nome Weezer. Agli spettacoli utilizzavano il vecchio nome della band, Goat Punishment, in modo che i fan non potessero riconoscerli.
Il 23 giugno 2000, la band, ora sotto il nome di Weezer, entrò a far parte del Warped Tour per otto date programmate. I Weezer sono stati ben accolti ai concerti, così da permettere loro di poter suonare dal vivo a più spettacoli.

### Nuovamente sul palco eThe Green Album(2000-2001)

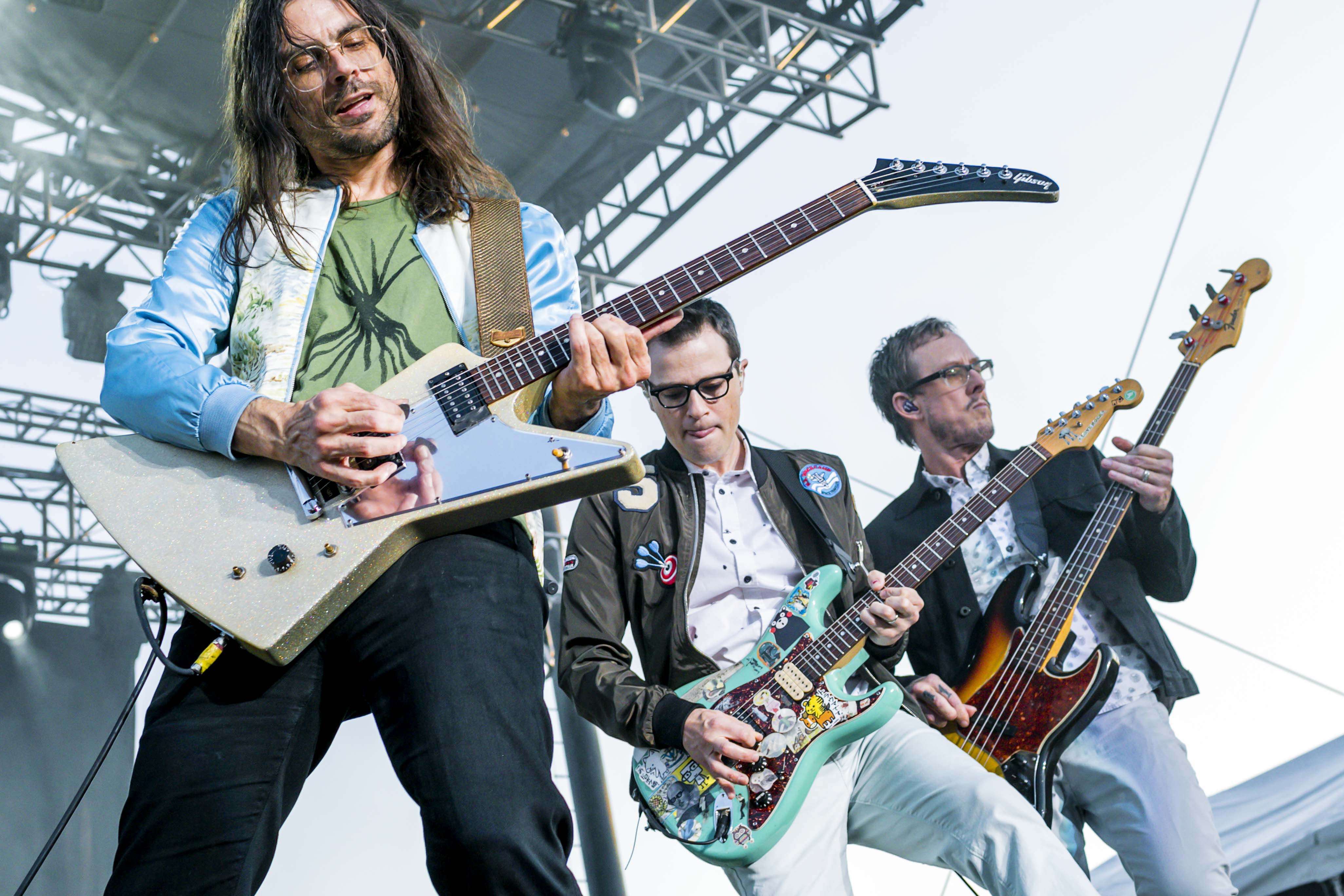
Altra foto dei Weezer in concerto.

Nell'estate del 2000, i Weezer (ora formati da Rivers Cuomo, Mikey Welsh, Pat Wilson e Brian Bell) vanno in tour, includendo anche date nel Vans Warped Tour. La scaletta del gruppo consiste di quattordici nuove canzoni, soprannominate dai fan Summer Songs of 2000 (abbreviate comunemente SS2K). Poiché tredici di queste tracce non apparirono nel successivo album, i fan iniziano una petizione affinché ne venissero pubblicate le versioni di studio.
Versioni in MP3 delle registrazioni dal vivo vengono pubblicate nel sito ufficiale per il download. Di queste canzoni, Hash Pipe, Dope Nose e Slob, sono presenti in album di studio (Hash Pipe nel Green Album, Dope Nose e Slob in Maladroit).
Il gruppo torna in studio per produrre il terzo album. Scelgono il titolo Weezer, pubblicato nel 2001 ripetendo il titolo omonimo del disco di debutto. L'album viene conosciuto come The Green Album, a causa del colore verde intenso che lo contraddistingue. Poco dopo l'uscita di The Green Album, i Weezer iniziano un tour americano. Attraggono una nuova generazione di fan grazie alla massiccia presenza su MTV dei video dei loro singoli di successo, Hash Pipe ed Island in the Sun.
Il video per Hash Pipe, diretto da Marcos Siega è caratterizzato dalla presenza di lottatori di sumo ed è candidato come Best Rock Video agli MTV Video Music Awards del 2001. Il titolo ed il ritornello incentrati sulla droga portano all'uscita di una versione censurata, rititolata Half Pipe, pubblicata per alcune radio e televisioni statunitensi.
Per Island in the Sun vengono invece girati due video. Il primo, diretto da Marcos Siega, presenta un matromonio messicano, mentre il secondo, di Spike Jonze, presenta i Weezer con alcuni animali in una riserva naturale. Il video di Photograph è realizzato e montato da un amico e quinto componente non ufficiale della band, Karl Koch.
Come riportato da MTV il 16 agosto 2001, il bassista Mikey Welsh viene ricoverato in un ospedale psichiatrico. Le sue condizioni erano precedentemente sconosciute, quando scomparve prima delle registrazioni del secondo video di Island in the Sun. I Weezer si vedono costretti a trovare un sostituto temporaneo per Welsh. Tramite un amico in comune, Cuomo ottiene il numero di Scott Shriner e gli domanda se sia interessato a sostituire Welsh. Shriner accetta l'offerta.

### Maladroit(2002)

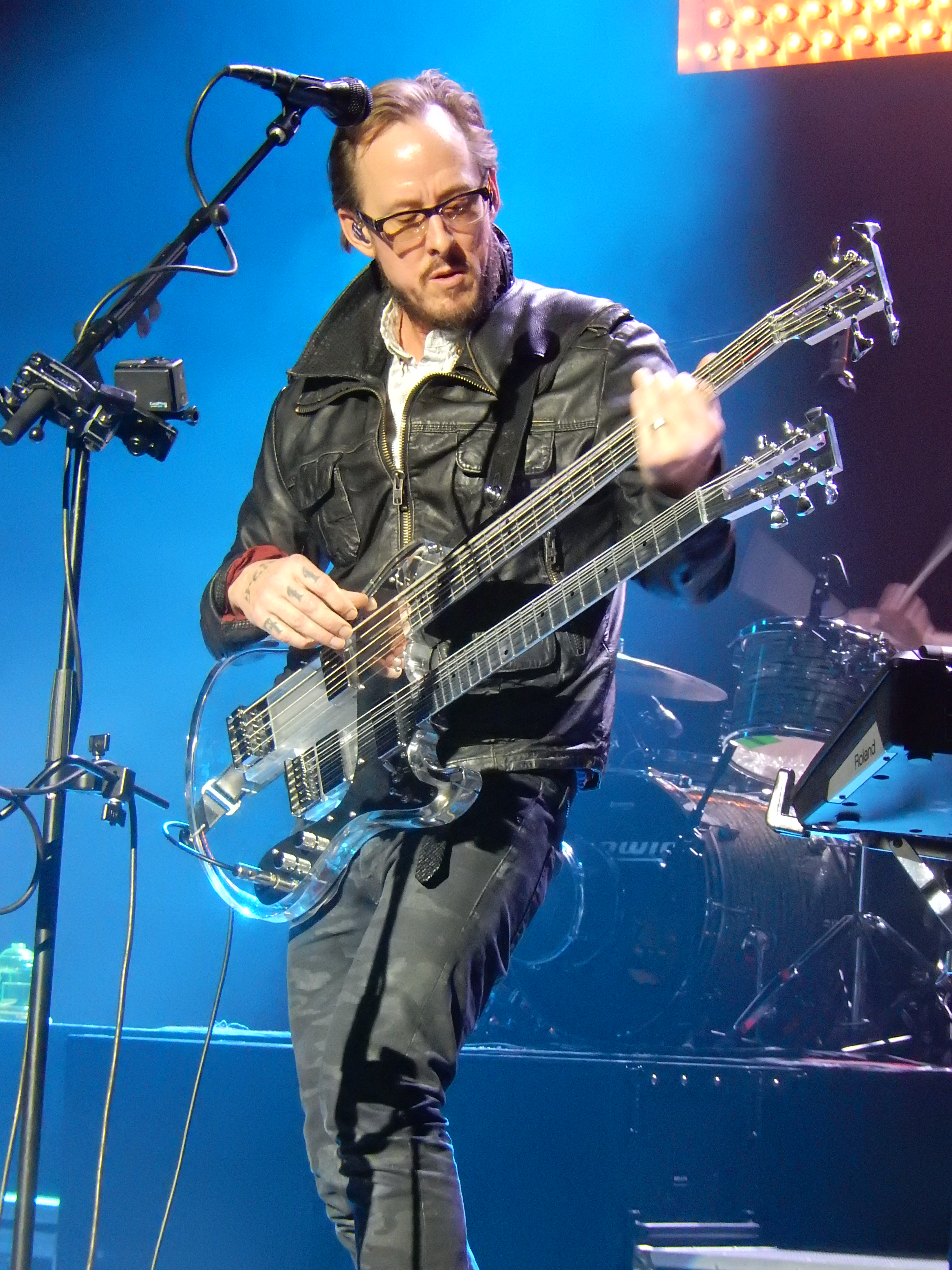
Il bassista Scott Shriner.

Il gruppo tenta un approccio sperimentale verso il processo di registrazione, consentendo ai fan di scaricare le demo dal loro sito ufficiale per ottenerne dei pareri. Dopo la pubblicazione dell'album, il gruppo decise che quest'idea si fosse rivelata un fallimento; giacché i fan non li supportarono con consigli costruttivi. Cuomo delega quindi la selezione delle tracce  a Todd Sullivan, lasciando che i fan scegliessero le canzoni più stravaganti. Solamente la canzone Slob viene inclusa nel disco grazie al parere dei fan.
La registrazione è fatta senza l'aiuto della loro etichetta discografica, la Interscope, a causa di quelli che Cuomo definì successivamente come litigi con la casa discografica. All'inizio del 2002 - prima dell'uscita della pubblicazione ufficiale del quarto album, nonché senza l'approvazione della Interscope - Cuomo spedisce centinaia di CD contenenti 8 tracce complete del disco a stazioni radio ed alla stampa. Dope Nose, il primo singolo, inizia ad avere diffusione radiofonica. Interscope, reclamando interessi commerciali sull'album in uscita, chiede a Cuomo una lettera di richiesta per le stazioni radio affinché le canzoni non fossero diffuse fino all'uscita dell'album ufficiale. Interscope oscura anche la pagina di download di audio e video del sito dei Weezer, rimuovendo tutti i demo in MP3. I fan protestano per questo pubblicando su internet alcuni siti per un «Free Maladroit».
Nell'aprile 2002, l'ex-bassista Matt Sharp cita in giudizio il gruppo, asserendo, tra le accuse, di avere diritto a parte dei ricavati sulle vecchie canzoni, di cui si dichiara coautore. L'azione venne risolta per via extra-giudiziaria.
Il quarto album, Maladroit, viene pubblicato il 14 maggio 2002, appena un anno dopo il precedente. Il disco presenta una versione più dura delle loro classiche sonorità influenzate dal pop, oltre ad essere caratterizzato da assoli di chitarra tipici degli anni ottanta. Nonostante sia accolto positivamente da recensioni dei critici, le vendite sono inferiori al The Green Album.
Vengono pubblicati due singoli dall'album. Il video di Dope Nose raffigura una oscura gang motociclistica giapponese, e venne inserito in rotazione televisiva regolarmente. Il video di Keep Fishin' unisce i Weezer con i Muppet, ed ha una presenza massiccia su MTV. Entrambi i video sono girati da Marcos Siega.
Un video apposito viene ripreso anche per Slob ed è pubblicato come traccia bonus del CD.
Subito dopo la conclusione di Maladroit, il gruppo inizia a lavorare sul quinto album, registrando demo tra i tour (registrando anche 24 canzoni in un giorno). Queste canzoni vengono poi scartate ed il gruppo prende una pausa dopo aver pubblicato due album in un breve arco di tempo. Durante la pausa, Bell e Wilson pubblicano degli LP con i loro rispettivi side-project, gli Space Twins ed i The Special Goodness.
I Weezer pubblicano il loro primo DVD, a lungo rimandato, il 23 marzo 2004. Il DVD narra della storia del gruppo da prima del Blue Album fino al Maladroit's Enlightenment Tour. Intitolato Weezer - Video Capture Device: Treasures from the Vault 1991-2002 e curato da Karl Koch, il disco contiene filmati privati, video musicali, pubblicità, features home video footage, music videos, commercials, narrazioni, performance in concerto e televisive, commenti della band. Il DVD viene certificato disco d'oro l'8 novembre 2004.

### Make Believe(2003-2006)

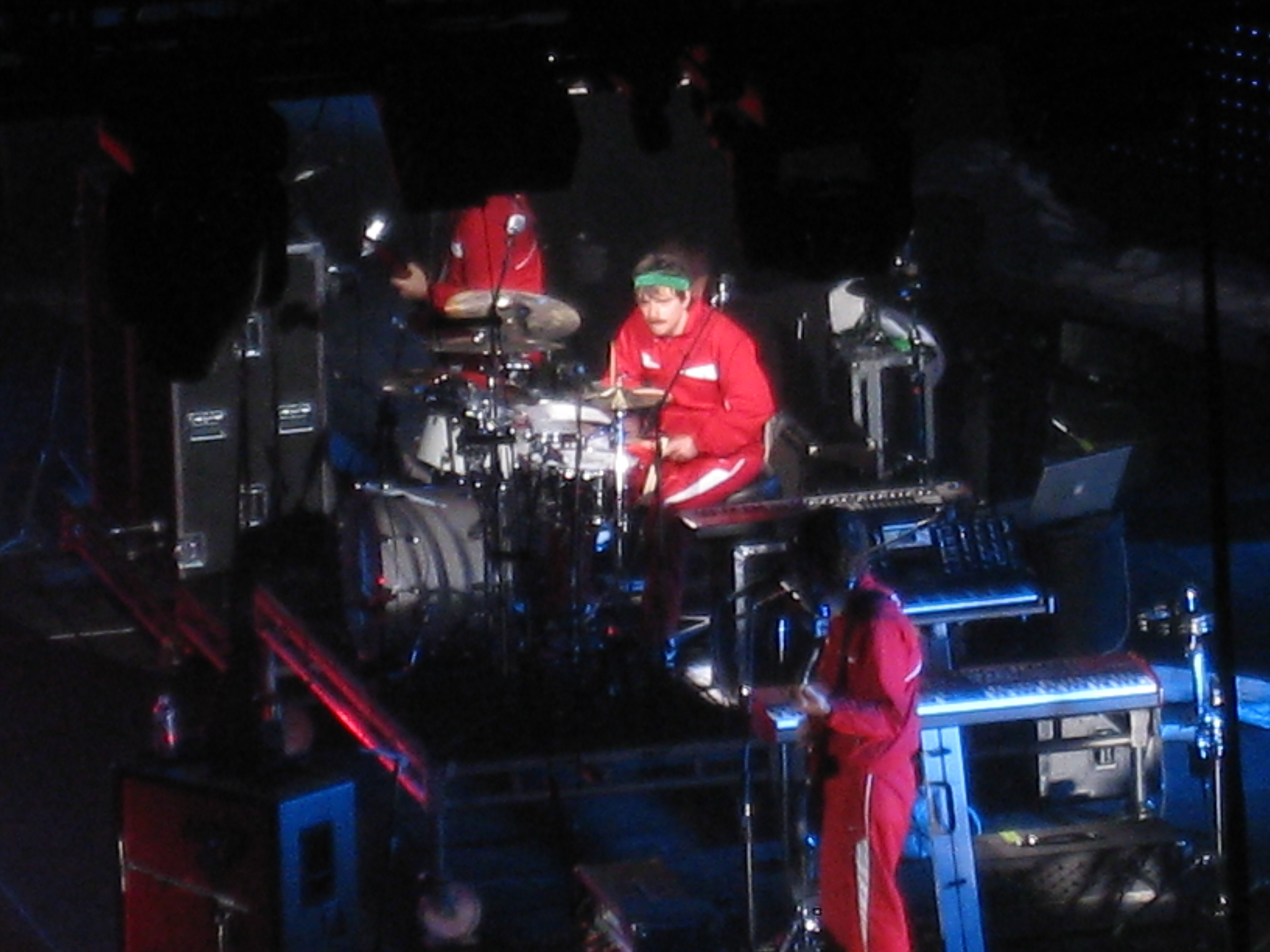
I Weezer al Madison Square Garden di New York

Dal dicembre 2003 all'autunno del 2004, i componenti dei Weezer registrano una gran quantità di materiale per il nuovo album atteso per la primavera del 2005 con il produttore Rick Rubin. Le prime registrazioni del gruppo sono pubblicate sul sito internet della band. Le demo, soprannominate Album Five Demos (o album 4.5) dai fan, hanno molto successo, ma nessuna di queste verrà inclusa nell'album finito. Questo disco, intitolato Make Believe, è pubblicato il 10 maggio 2005.
Nonostante il successo commerciale, Make Believe è stato accolto dalla critica in modo non uniforme, ricevendo un voto medio di 52 sul raccoglitore di recensioni Metacritic. Nonostante alcune recensioni, come quella di All Music Guide, l'abbiano paragonato favorevolmente a Pinkerton, altri, fra cui Pitchfork, da cui ha ricevuto un punteggio di 0.4 su 10, stroncarono l'album come prevedibile e povero dal punto di vista dei testi. Ad ogni modo, negli anni seguenti le recensioni sono diventate più favorevoli.
Il primo singolo dell'album, Beverly Hills, divenne una hit negli Stati Uniti e in tutto il mondo, rimanendo nelle classifiche per svariati mesi dopo la sua pubblicazione. Il videoclip girato da Marcos Siega, aveva come protagonisti la band e pochi, scelti fan che interagiscono con Conigliette di Playboy e Hugh Hefner alla Playboy Mansion. È stata la prima canzone dei Weezer ad arrivare prima sulla classifica Billboard Modern Rock. Beverly Hills è stata nominata come Miglior Canzone Rock al 48º Grammy Awards, la prima nomination al Grammy per la band. Il video è stato nominato anche come Miglior Video Rock agli MTV Video Music Awards nel 2005.
Il secondo singolo estratto da Make Believe fu We Are All on Drugs . Fu pubblicato alla fine dell'estate del 2005, e il videoclip fu diretto da Justin Francis. Agli inizi del 2006, venne annunciato che Make Believe era disco di platino e Beverly Hills la seconda canzone più scaricata da iTunes nel 2005, posizionandosi dopo Hollaback Girl di Gwen Stefani.
All'inizio del 2006 il terzo singolo estratto, Perfect Situation, rimase quattro settimane alla prima posizione della Alternative Airplay stilata da Billboard, record personale per i Weezer. Il video di Perfect Situation vedeva la presenza di Elisha Cuthbert e la regia di Marc Webb. This Is Such a Pity è il quarto singolo estratto, ma non ne venne realizzato alcun video per la pubblicazione.

### The Red Album(2008)

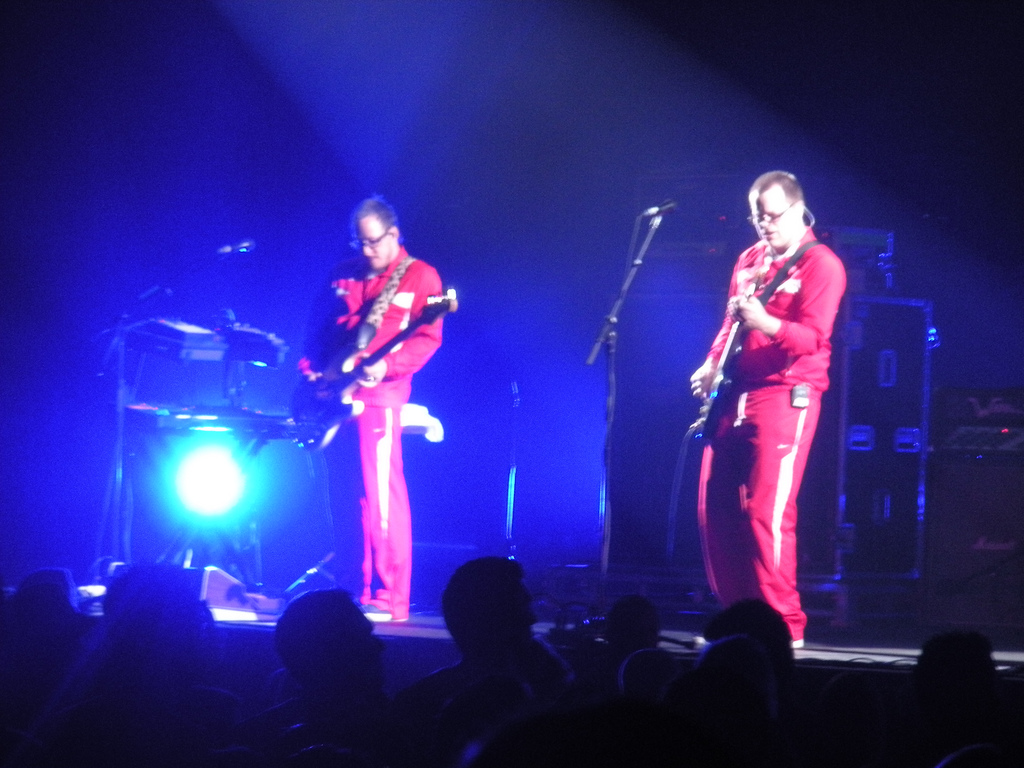
Shriner e Bell nel 2008.

Il 18 dicembre 2007 il leader Rivers Cuomo pubblica la compilation di demo intitolata Alone: The Home Recordings of Rivers Cuomo, consistente nei demo realizzati da Cuomo tra il 1992 e il 2007, comprese le canzoni per il secondo, e mai pubblicato, album dei Weezer, Songs from the Black Hole. Alone Include anche una canzone prevista per il Red Album, This Is the Way.
Il 7 marzo 2008 Rivers annuncia per la rivista Performing Songwriter i titoli di due canzoni, Ms. Sweeney e The Greatest Man That Ever Lived (Variations on a Shaker Hymn).
Un remix di Automatic, una canzone per il sesto album, scritta e cantata da Pat Wilson, viene inclusa nella colonna sonora del videogioco Gran Turismo 5 Prologue. Everybody Get Dangerous è presente nel film 21, ma non ne è inclusa nella colonna sonora.
Il 15 aprile KYSR-FM 98.7 trasmette per la prima volta in singolo Pork and Beans, seguito il 13 maggio da The Greatest Man That Ever Lived (Variations on a Shaker Hymn), singolo digitale per iTunes. Troublemaker è il terzo singolo, pubblicato il 20 maggio, seguito una settimana dopo dal quarto Dreamin' e dalla pubblicazione in internet dell'album stesso, Weezer (The Red Album).
Il sesto album di studio viene quindi pubblicato ufficialmente il 3 giugno 2008, tre anni dopo Make Believe. La produzione è curata da Rick Rubin, mentre Rich Costey si è occupato del missaggio. L'album è stato descritto come sperimentale e, come affermato da Cuomo, include canzoni lunghe e non tradizionali, l'utilizzo di drum machine, sintetizzatori, influenze Southern rap e di musica barocca, contrappunti.
Il singolo Pork and Beans ha raggiunto la prima posizione della Alternative Airplay stilata da Billboard, per la terza volta nella storia del gruppo ed unica a raggiungere la posizione in sole tre settimane, restando in classifica per 26 settimane.
Il video ufficiale di Pork and Beans ha debuttato su YouTube e vede tra i protagonisti molti personaggi famosi del sito oltre ai componenti del gruppo mentre suonano nella camera di funtwo, altro celebre utente del sito, mentre cantano la canzone.

### Raditude, settimo album (2009)
Nel novembre del 2008, appena dopo la fine del Troublemaker Tour, i Weezer ritornano in studio per la registrazione di un nuovo album. Nel dicembre dello stesso anno la band pubblica un EP natalizio disponibile su iTunes il cui titolo è Christmas with Weezer.
All'inizio dell'anno successivo, la band fa sapere che questo sarà l'ultimo album prodotto dalla Geffen Records e anticipa il titolo del nuovo disco, probabilmente un altro omonimo come i precedenti del 1994, 2001 e 2008. A luglio, in occasione di un tour in Corea, i Weezer suonano tre nuove canzoni: The Girl Got Hot, I'm Your Daddy e Can't Stop Partying. In seguito queste tre vengono aggiunte nella tracklist ufficiale dell'album.
Il 18 agosto 2009 viene annunciato il titolo del nuovo album, Raditude,  e successivamente il 25 agosto esce il primo singolo estratto dall'album (If You're Wondering If I Want You To) I Want You To il cui video debutta ufficialmente il 22 ottobre ed è diretto per la seconda volta da Marc Webb con la partecipazione dell'attrice Odette Yustman. Il 3 novembre esce Raditude posizionandosi subito tra i primi posti della classifica Billboard 200.

### Hurley,Death to False Metale morte di Welsh (2010-2013)

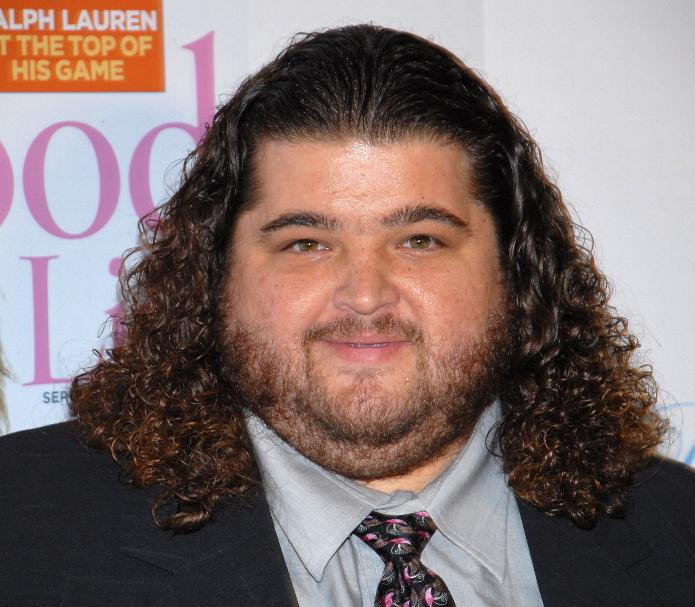
L'attore Jorge Garcia presta il volto per la copertina di Hurley (2010)

Nell'agosto 2010 il gruppo annuncia la prossima uscita di un nuovo album dal titolo Hurley, pubblicato poi il 14 settembre dalla Epitaph Records. Cuomo ha affermato che 
(Rivers Cuomo)
La copertina dell'album è una foto dell'attore americano Jorge Garcia, che interpretò Hugo "Hurley" Reyes nella serie televisiva Lost dal 2004 al 2010.
Nel novembre 2010 è stato pubblicato Death to False Metal, una raccolta di brani inediti della band ritenuta da Rivers Cuomo "l'album che può seguire più logicamente Hurley".
Nell'ottobre 2011 l'ex bassista Mikey Welsh è stato trovato morto a Chicago. La notizia ha destato scalpore poiché il bassista aveva scritto su Twitter il 26 settembre, il seguente messaggio:

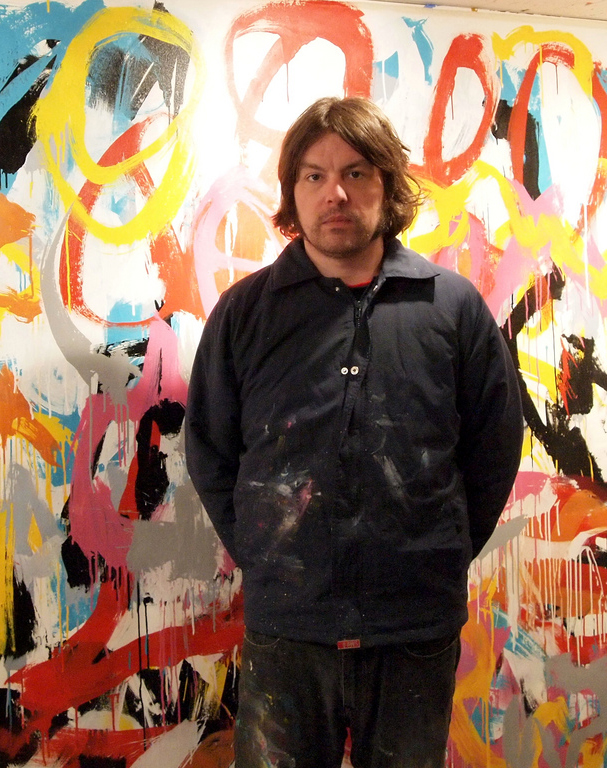
Mikey Welsh, ex bassista del gruppo morto nel 2011

(Mikey Welsh)

### Everything Will Be Alright in the End(2014-2015)
Nel gennaio 2014 il gruppo ha iniziato le registrazioni del decimo album in studio con il produttore Ric Ocasek, che aveva prodotto anche il loro Blue album e il green album. Nel marzo seguente è stata fornita un'anticipazione del lavoro svolto tramite un video. L'album Everything Will Be Alright in the End è stato annunciato nel mese di giugno e pubblicato il 7 ottobre 2014.

### Weezer (The White Album)(2015)
Il 26 ottobre 2015 la band lancia il singolo Thank God for Girls attraverso Apple Music e la radio. La settimana seguente lancia un altro singolo, Do You Wanna Get High?.
Il 14 gennaio 2016 la band pubblica un terzo singolo, King Of The World, e annuncia la pubblicazione dell'undicesimo album in studio, Weezer (The White Album), per il 1º aprile. Il 17 febbraio il gruppo diffonde il brano LA Girlz in anteprima su Apple Music e lo pubblica il giorno seguente come singolo. Il 25 febbraio i Weezer annunciano di aver firmato per l'etichetta Atlantic Records.

### Pacific Daydream(2017)
Il 16 marzo 2017 venne pubblicato il singolo Feels Like Summer, nonostante nessun album fosse stato annunciato; al singolo seguì l'annuncio di un tour europeo, con il supporto dei The Orwells.
Il 16 agosto 2017 i Weezer annunciarono l'uscita dell'album Pacific Daydream, prevista per il 27 ottobre 2017, e il giorno successivo venne pubblicato il singolo Mexican Fender. Il 14 settembre venne pubblicato il singolo Beach Boys, a cui seguì Weekend Woman il 5 ottobre 2017.
Il 29 maggio 2018, a seguito di una campagna realizzata dai fan sui social media, il gruppo pubblicò una cover del brano Africa dei Toto; in precedenza, per prendersi gioco della campagna online, il gruppo aveva pubblicato una cover del brano Rosanna.

### Weezer (The Teal Album)eWeezer (The Black Album)(2019)
Il 24 gennaio 2019 la band rilascia il loro dodicesimo album, Weezer (The Teal Album), composto da varie cover di canzoni famose tra cui Africa dei Toto o Paranoid dei Black Sabbath.
Il loro tredicesimo album, Weezer (The Black Album) viene annunciato nel 2016, ma il primo singolo, Can't Knock The Hustle è stato rilasciato solo l'11 ottobre 2018, mentre l'intero album viene reso disponibile il 1º marzo 2019.

### Ok HumaneVan Weezer(2021)
Ok Human e Van Weezer sono entrambi usciti nel 2021 a causa del covid che ha ritardato l'Hella Mega Tour. La prima traccia di Ok Human (intitolata All My Favorite Songs) è stata nominata per un Grammy come "migliore canzone rock". Il nome dell'album è stato ispirato da OK Computer dei Radiohead.

### I mini-album ispirati alle stagioni (2022-presente)
Nel 2022 i Weezer annunciano il progetto "SZNZ" (pronunciato seasons, "stagioni"), ovvero la pubblicazione di quattro mini-album ispirati ognuno a una stagione dell'anno: SZNZ: Spring, SZNZ: Summer, SZNZ: Autumun e SZNZ: Winter.

## Influenze

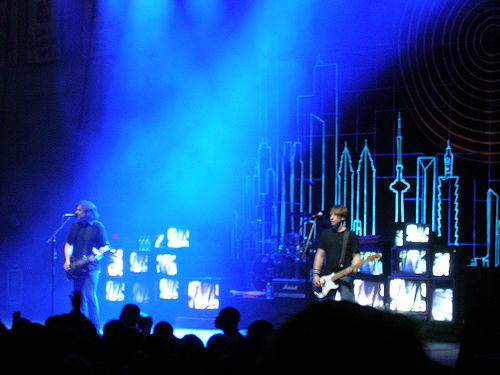
I Jimmy Eat World, uno dei gruppi maggiormente influenzati dai Weezer.

Molte band dei giorni attuali come Ash, Jimmy Eat World, Deftones, Dashboard Confessional, The Ataris, Ozma, Ultimate Fakebook, The Used, Hellogoodbye, Relient K, Bloodhound Gang, The All-American Rejects, Good Charlotte, The Pink Spiders, The Academy Is..., Say Anything, Yellowcard, Biffy Clyro, Something Corporate, The Stereo, Nerf Herder, Hoobastank, The Anniversary, Saves the Day, Rye Coalition, Thursday, The Get Up Kids,Motion City Soundtrack, e Ludo vengono spesso accostate o dichiarano i Weezer tra le proprie influenze.

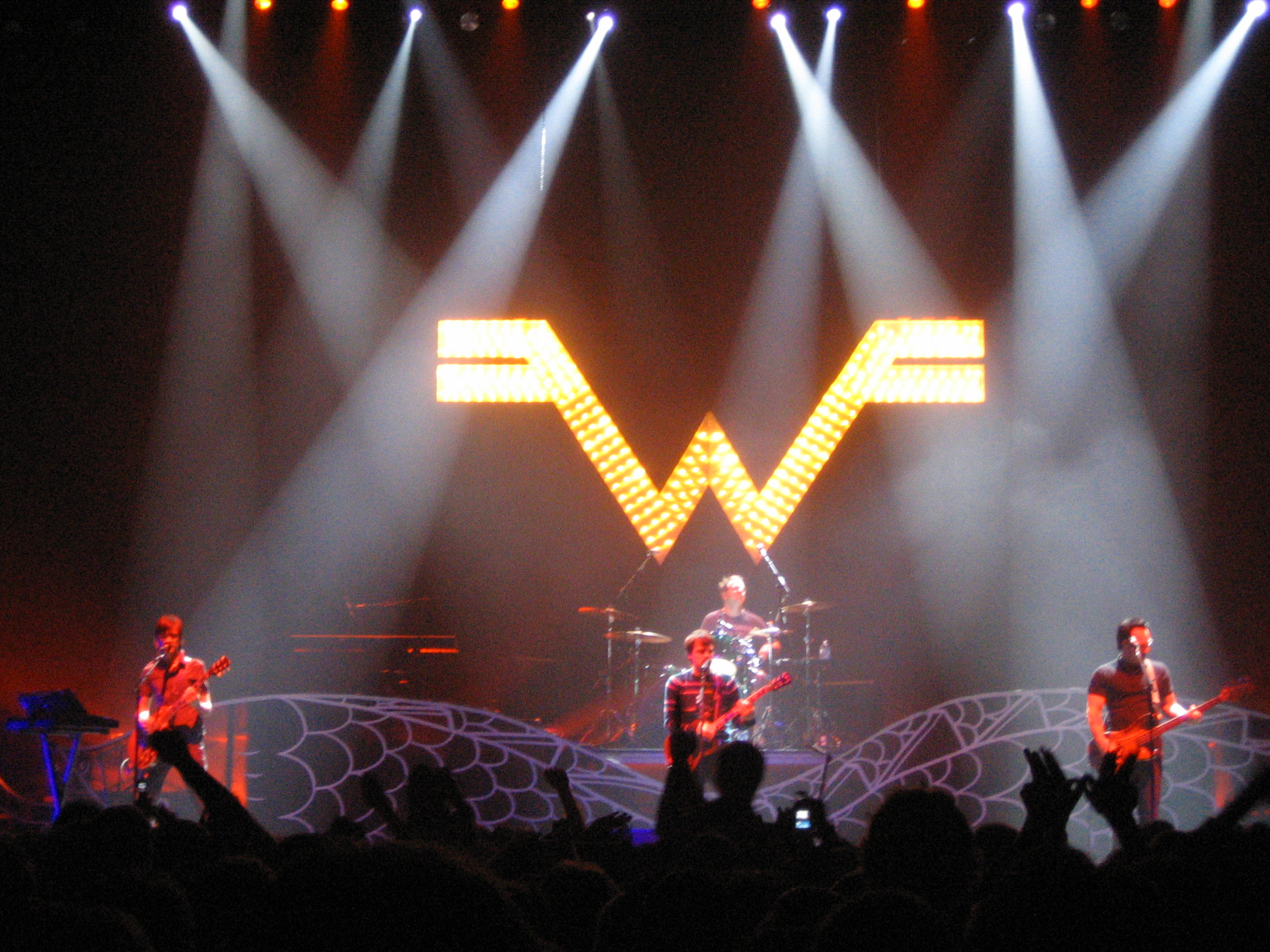
I Weezer con, sullo sfondo, il caratteristico logo del gruppo.

I Weezer stessi affermano di essere stati influenzati da numerosi artisti, tra cui Kiss (dove si possono riconoscere dei diretti riferimenti nella canzone In the Garage), Nirvana (che sono stati anche i loro compagni di genere musicale prima della morte di Kurt Cobain), e i Pixies (specie nei primi anni della loro carriera).
Nei primi demo dei Weezer, come Paperface, sono molto evidenti le somiglianze a Pixies e Nirvana. Inoltre, la canzone Susanne originariamente conteneva il verso "Even Kurt Cobain and Axl Rose" (come si può sentire nella versione demo contenuta in Alone III: The Pinkerton Years), che venne cambiato in "Even Izzy, Slash and Axl Rose" proprio dopo la morte di Cobain. Come side project, i Weezer utilizzarono i Goat Punishment per suonare dal vivo le reinterpretazioni dei Nirvana. Nel 1998, i Weezer realizzarono la reinterpretazione di Velouria dei Pixies per un tributo ai Pixies, e nel 2005 ottennero la possibilità di partecipare ad un breve tour con questi ultimi durante l'estate.
I Green Day sono stati dichiarati tra le loro influenze (diretto è il riferimento ai Green Day nei testi della canzone El Scorcho), ed è apertamente dichiarata l'amicizia tra le due band, ed entrambe affermano di gradirsi l'ascolto dei propri lavori a vicenda.
Il logo dei Weezer, spesso mostrato come =W=, è stato realizzato da Pat Wilson durante il mixaggio di Jamie, che apparve in una raccolta della DGC. Poco dopo, il logo venne stampato sul retro di una giacca di Rivers, che indossò a Los Angeles fino alla fine delle registrazioni dell'album. Tale logo è una parodia dell'altrettanto celebre logo dei Van Halen. Il logo dei Weezer è presente nella Rock N' Roll Hall of Fame. Il logo dei Weezer è anche lo stesso che appare nel video di El Scorcho.

## Formazione

### Formazione attuale
- Rivers Cuomo – voce, chitarra solista (1992-presente)
- Brian Bell – chitarra ritmica, tastiere (1993-presente)
- Scott Shriner – basso (2001-presente)
- Patrick Wilson – batteria, percussioni (1992-presente)

### Ex componenti
- Jason Cropper – chitarra (1993)
- Matt Sharp – basso (1993-1998)
- Mikey Welsh – basso (1999-2001)

## Discografia
- 1994 – Weezer (The Blue Album)
- 1996 – Pinkerton
- 2001 – Weezer (The Green Album)
- 2002 – Maladroit
- 2005 – Make Believe
- 2008 – Weezer (The Red Album)
- 2009 – Raditude
- 2010 – Hurley
- 2014 – Everything Will Be Alright in the End
- 2016 – Weezer (The White Album)
- 2017 – Pacific Daydream
- 2019 – Weezer (The Teal Album)
- 2019 – Weezer (The Black Album)
- 2021 – OK Human
- 2021 – Van Weezer